# 韋內迪 (伊利諾伊州)
韋內迪（英語：Venedy）是位於美國伊利諾伊州華盛頓縣的一個村落。

## 地理
韋內迪的座標為38°23′45″N 89°38′45″W / 38.39583°N 89.64583°W，而該地最高點為海拔高度138米（即453英尺）。

## 人口
根據2010年美國人口普查的數據，韋內迪的面積為0.74平方千米，當中陸地面積為0.74平方千米，而水域面積為0.00平方千米。當地共有人口138人，而人口密度為每平方千米186人。